# Aidiopsis orophila
Aidiopsis orophila är en måreväxtart som först beskrevs av Friedrich Anton Wilhelm Miquel, och fick sitt nu gällande namn av Colin Ernest Ridsdale. Aidiopsis orophila ingår i släktet Aidiopsis och familjen måreväxter. Inga underarter finns listade i Catalogue of Life.